# Piedade
Piedade è un comune del Brasile nello Stato di San Paolo, parte della mesoregione Macro Metropolitana Paulista e della microregione di Piedade.
La popolazione è di 54.972 persone (2006). Copre un'area di 745.536 km².